# Україна (готель, Чернігів)
Готель «Україна» — один з готелів, розташований у центрі міста Чернігова. П'ятиповерхова будівля, зведена 1961 року. Найбільший готель Чернігова. Зруйнований російською авіабомбою 2022 року. 
Готель «Україна» розташовувався на проспекті Миру, 33. Від цього місця недалеко П'ятницька церква та Антонієві печери. Поруч з готелем знаходяться головпоштамт, магазини, банки, банкомати, театр, перукарня, кав'ярні, аптека, центральний ринок тощо.
Станом на 1990 рік готель мав 120 номерів на 254 місця.
Перед руйнуванням готель мав 90 номерів, з яких 4 класу «люкс».

Зруйнований готель Україна, 12 березня 2022

12 березня 2022 року близько 2 години ночі російськими окупантами був зруйнований авіаційною бомбою ФАБ-500.
Демонтаж будівлі затримувався через проведення слідчих дій. Після того як 5 червня 2023 року пориви вітру знесли частину даху, у серпні 2023 року виконком Чернігівської міської ради надав дозвіл представникам зруйнованого готелю на демонтаж та реконструкцію будівлі. Власники планують реконструювати готель.